# Kristiina Rove
Kristiina Rove (n.1990) es una esquiadora alpina finlandesa.
Compitió en el Campeonatos Mundiales de 2015 en Beaver Creek, EE. UU., en la disciplina de eslalon.